# Batangas City
Batangas City is de hoofdstad van de Filipijnse provincie Batangas op het eiland Luzon op zo'n 112 kilometer ten zuiden van de Filipijnse hoofdstad Manilla. Bij de laatste census in 2010 telde de stad bijna 306 duizend inwoners.
Batangas City staat wel bekend als de "Industriële havenstad van Calabarzon" en is een van de snelst groeiende steden van de Filipijnen. In Batangas City is de grootste olieraffinaderij van het land te vinden.

## Geschiedenis
Toen de oorspronkelijke hoofdstad van de provincie Batangas als gevolg van een aantal verwoestende uitbarstingen van de Taal vulkaan met de grond gelijk gemaakt werd, werd Batangas City in 1754 de hoofdstad van de provincie.
De naam Batangas is afgeleid van het woord batang waarmee de lokale bewoners de vele houtblokken aanduiden die in de Calumpang rivier te vinden zijn.

## Geografie

### Bestuurlijke indeling
Batangas City is onderverdeeld in de volgende 86 barangays:
| - Alangilan - Balagtas - Balete - Banaba Center - Banaba Kanluran - Banaba Silangan - Banaba Ibaba - Barangay 1 - Barangay 2 - Barangay 3 - Barangay 4 - Barangay 5 - Barangay 6 - Barangay 7 - Barangay 8 - Barangay 9 - Barangay 10 - Barangay 11 - Barangay 12 - Barangay 13 - Barangay 14 - Barangay 15 - Barangay 16 - Barangay 17 - Barangay 18 - Barangay 19 - Barangay 20 - Barangay 21 - Barangay 22 - Barangay 23 - Barangay 24 - Bilogo - Maapas - Bolbok - Bukal | - Calicanto - Catandala - Concepcion - Conde Itaas - Conde Labak - Cuta - Dalig - Dela Paz - Dela Paz Pulot Aplaya - Dela Paz Pulot Itaas - Domoclay - Dumantay - Gulod Itaas - Gulod Labak - Haligue Kanluran - Haligue Silangan - Ilihan - Kumba - Kumintang Ibaba - Kumintang Ilaya - Libjo - Liponpon - Mahabang Dahilig - Mahabang Parang - Mahacot Silangan - Mahacot Kanluran - Malalim - Malibayo - Malitam - Maruclap - Mabacong - Pagkilatan - Paharang Kanluran - Paharang Silangan - Pallocan Silangan | - Pallocan Kanluran - Pinamucan - Pinamucan Ibaba - Pinamucan Silangan - Sampaga - San Agapito - San Agustin Kanluran - San Agustin Silangan - San Andres - San Antonio - San Isidro - San Jose Sico - San Miguel - San Pedro - Santa Clara - Santa Rita Aplaya - Santa Rita Karsada - Santo Domingo - Santo Niño - Simlong - Sirang Lupa - Sorosoro Ibaba - Sorosoro Ilaya - Sorosoro Karsada - Tabangao Aplaya - Tabangao Ambulong - Tabangao Dao - Talahib Pandayan - Talahib Payapa - Talumpok Kanluran - Talumpok Silangan - Tinga Itaas - Tinga Labak - Tulo - Wawa |

## Demografie
Batangas City had bij de census van 2010 een inwoneraantal van 305.607 mensen. Dit waren 10.376 mensen (3,5%) meer dan bij de vorige census van 2007. Ten opzichte van de census van 2000 was het aantal inwoners gegroeid met 58.019 mensen (23,4%). De gemiddelde jaarlijkse groei in die periode kwam daarmee uit op 2,13%, hetgeen hoger was dan het landelijk jaarlijks gemiddelde over deze periode (1,90%).

De bevolkingsdichtheid van Batangas City was ten tijde van de laatste census, met 305.607 inwoners op 282,96 km², 1080 mensen per km².

## Economie
Batangas City is de grootste zeehaven van de regio CALABARZON. In de stad wordt zijde en katoen gemaakt. Daarnaast is kokosnootolie een veel gemaakt product.

## Geboren in Batangas City
- Severina Orosa (1890-1984), arts en schrijfster
- Gaudencio Rosales (1932), aartsbisschop van Manilla
- Jose Perez (1946-2021), rechter Filipijns hooggerechtshof